# Adolfo Riquelme
Adolfo Riquelme (San Antonio, 10 de septiembre de 1928-Asunción, 19 de junio de 2022) fue un futbolista paraguayo. Jugaba de portero e integró la selección de fútbol de Paraguay que logró el título del Campeonato Sudamericano 1953. Falleció a los 93 años.

## Legado deportivo
Su hijo fue el futbolista colombo-paraguayo Roberto Riquelme Passow quien lo acompañó desde su llegada a Colombia en 1962. Roberto falleció el día 16 de enero de 2019 en la UCI de la clínica Chicamocha en Bucaramanga tras sufrir un cáncer de páncreas.
Como futbolista Roberto militó en Atlético Bucaramanga donde debutó en 1971 jugando 250 partidos luego pasó a Millonarios donde jugó 108 partidos y consiguió un título en 1978, a su salida del cuadro embajador fue fichado en fútbol ecuatoriano por un año en el Técnico Universitario de Ambato de allí pasaría 5 meses al Bonita Banana. A la temporada siguiente ficha en el Club Bolívar de Bolivia donde se retira.
Tras su retiro como futbolista regresó a Colombia donde ya estaba nacionalizado y tenía conformada a su familia en la ciudad de Bucaramanga.
En suelo cafetero retomó sus estudios universitarios en Economía en la USTA. Además, años más tarde volvió a su natal Paraguay en donde se preparó como director técnico de fútbol.
Como entrenador dirigió al Carabobo de Venezuela y el Tembatary de Paraguay.

## Clubes
| Club                 | País     | Año         |
| -------------------- | -------- | ----------- |
| Nacional de Asunción | Paraguay | 1951 - 1952 |
| Atlético de Madrid   | España   | 1953 - 1956 |
| Atlético Chalaco     | Perú     | 1956 - 1959 |
| Alianza Lima         | Perú     | 1960 - 1961 |
| América de Cali      | Colombia | 1962 - 1965 |
| Atlético Bucaramanga | Colombia | 1966 - 1970 |
| Real Cartagena       | Colombia | 1971        |

## Palmarés

### Títulos internacionales
| Título                  | Club                            | País | Año  |
| ----------------------- | ------------------------------- | ---- | ---- |
| Campeonato Sudamericano | Selección de fútbol de Paraguay | Perú | 1953 |